# Lasse Nielsen (fodboldspiller, født 1988)
 Der er flere personer med dette navn, se Lasse Nielsen.
Lasse Nielsen (født 8. januar 1988) er en dansk fodboldspiller, der spiller for danskeVejle Boldklub. Han spiller primært i det centrale forsvar, men har også været brugt som både højre og venstre back som følge af skader.
Indtil januar 2014 havde han hele sin karriere spillet for AaB.
Han har spillet i alt 21 kampe for de danske ungdomslandshold og var udtaget til U/21 EM 2011.

## Titler

### Klub
AaB
- Superligaen (1): 2013-14
- DBU Pokalen (1): 2013-14

Gent
- Belgiske Pro League (1): 2014-15